# Thierry Magnier
Pour les articles homonymes, voir Magnier et Thierry Magnier (homonymie).
Thierry Magnier, né le 17 avril 1956, est un écrivain et un éditeur français.

## Biographie
Thierry Magnier a commencé par être enseignant en lycée professionnel avant de devenir libraire, et de se tourner ensuite vers le journalisme littéraire, au sein de la rédaction du journal Page. Il lance alors le Petit Page, l'équivalent de ce journal pour la littérature de jeunesse. 
Il travaille ensuite pour les éditions Gallimard, comme rédacteur en chef de la revue Lire et Savoir, puis pour assurer la promotion des livres de jeunesse publiés chez Gallimard auprès des écoles. 
En 1998, il crée sa propre entreprise d´édition : les Éditions Thierry Magnier. En 2007, il prend la direction de la branche jeunesse d´Actes Sud (baptisée Actes Sud Junior), qu'il quittera en 2018. L'année de sa prise de direction, il fut au cœur d'une controverse au Salon de la littérature jeunesse de Montreuil, à la suite de l'interdiction aux moins de 15 ans de deux livres de la collection D'une seule voix d'Acte Sud Junior.
En janvier 2013, Thierry Magnier a été nommé Chevalier de l'ordre des Arts et des Lettres.
Il prend la présidence du groupe Jeunesse du Syndicat National de l'Édition le 3 février 2016, pour ensuite en devenir vice-président le 22 septembre 2020.
En 2019, il cosigne le livre-objet Talismans avec l'artiste contemporain Michaël Cailloux aux Editions Thierry Magnier,.

## Décoration
- Chevalier de l'ordre des Arts et des Lettres 2013[4]

## Ouvrages
- La gâche vie, Éditions Folies d'encre, 2002
- Ma mère ne m'a jamais donné la main, Éditions du Bec en l'air, 2014
- Talismans, Editions Thierry Magnier, 2019[7]